# Paramore
I Paramore sono un gruppo musicale statunitense formatosi nel 2004 a Franklin, in Tennessee.
La band ha esordito nel 2005 con All We Know Is Falling, album di debutto promosso assiduamente attraverso Internet e con lunghi tour. Nel 2007 i Paramore hanno pubblicato Riot!, di notevole successo. Nel 2009, dopo il tour estivo con i No Doubt, viene pubblicato il terzo album in studio Brand New Eyes, che consacra la band a livello mondiale. Alla fine del 2010 i fratelli Josh (chitarra) e Zac Farro (batteria), due dei quattro membri fondatori, lasciano la band, e come trio i Paramore pubblicano nel 2013 il loro quarto album, l'eponimo Paramore, il primo ad arrivare in cima alla Billboard 200. Nel dicembre 2015 un altro membro fondatore, Jeremy Davis, lascia i Paramore, rappresentati dal duo composto dalla cantante e tastierista Hayley Williams (unico membro fondatore rimasto) e dal chitarrista Taylor York sino al 2017, quando Zac Farro ritorna stabilmente a far parte del gruppo per registrare il quinto album After Laughter, pubblicato in quell'anno.
Tra i vari riconoscimenti, i Paramore possono vantare sei candidature ai Grammy Awards (2008, 2010, 2011, 2015 e due nel 2024), trionfando nel 2015 con la hit Ain't It Fun e nel 2024 con l'album This Is Why e l'omonimo singolo.

## Storia

### Gli inizi (2002-2005)
L'avventura dei Paramore inizia a Franklin, quando, dopo essersi trasferita nella città nel 2002, Hayley Williams incontra i fratelli Josh e Zac Farro a scuola. Nello stesso periodo Hayley comincia a prendere lezioni di canto presso Brett Manning. Successivamente comincia a cantare in una cover band funk chiamata The Factory con il bassista Jeremy Davis e il loro amico Kimee Read, mentre i fratelli Farro suonano a scuola.
La band si forma ufficialmente nel 2004 sotto il nome di Paramore con Hayley Williams come cantante, Josh Farro chitarrista, Zac Farro batterista e Jeremy Davis bassista; a loro si aggiunge successivamente Jason Bynum (chitarra ritmica). Il nome della band deriva dalla parola francese "paramour", che sta a significare "amore segreto".

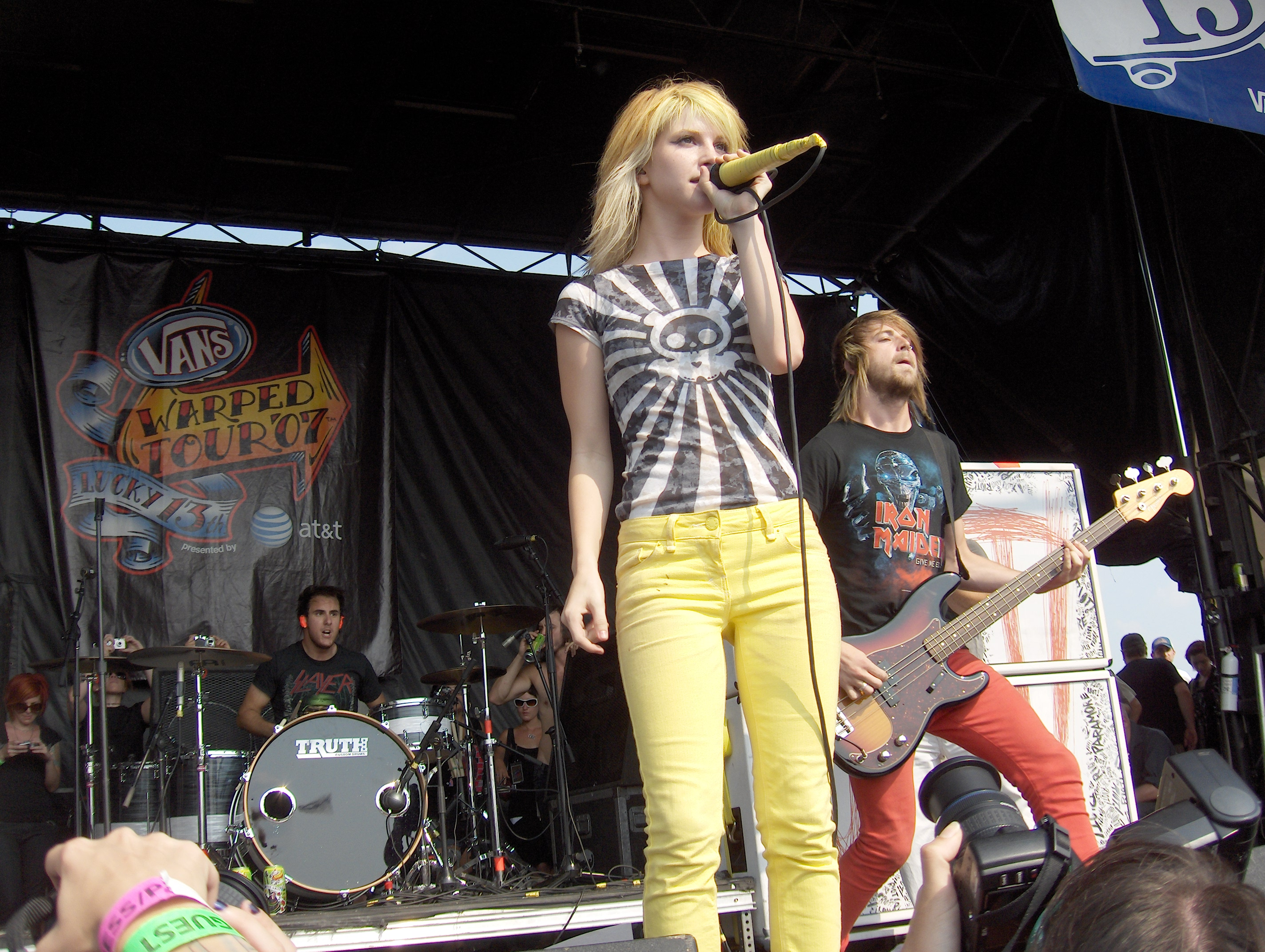
La band al Warped Tour a Camden, New Jersey, nel 2007

I ragazzi iniziano prestissimo ad esibirsi in numerosi spettacoli scolastici e locali fino ad arrivare alle "rock venues" più importanti della loro zona, catturando infine l'attenzione di John Janick, fondatore della Fueled by Ramen, etichetta discografica con base in Florida, con la quale la band firma un contratto nell'aprile del 2005.

### All We Know Is FallingeThe Summer Tic EP(2005-2006)
Nel 2005 la band si sposta quindi a Orlando per registrare il proprio album di debutto, ma poco dopo l'arrivo in Florida Jeremy Davis decide di lasciare la band per motivi personali. La band decide di basare la canzone All We Know e, successivamente, l'intero disco su questo episodio. Lavorando con James Wisner e Mike Green, i Paramore registrano l'album, All We Know Is Falling, che viene pubblicato lo stesso anno, a luglio, mentre nello stesso tempo viene pubblicato il singolo Pressure. Appena prima di partire in tour John Hembree entra a far parte della band come bassista. I Paramore iniziano così il tour promozionale, dividendo il palco con numerose band, tra cui Simple Plan e Straylight Run.
Dopo cinque mesi Jeremy Davis rientra a far parte della band, sostituendo Hembree. Intanto l'album ottiene un discreto successo, specialmente nel Regno Unito, grazie soprattutto a Pressure e al secondo singolo estratto dall'album, Emergency. Alla fine del 2005 William "Hunter" Lamb rimpiazza Jason Bynum alla chitarra in seguito alla decisione di quest'ultimo di lasciare la band.

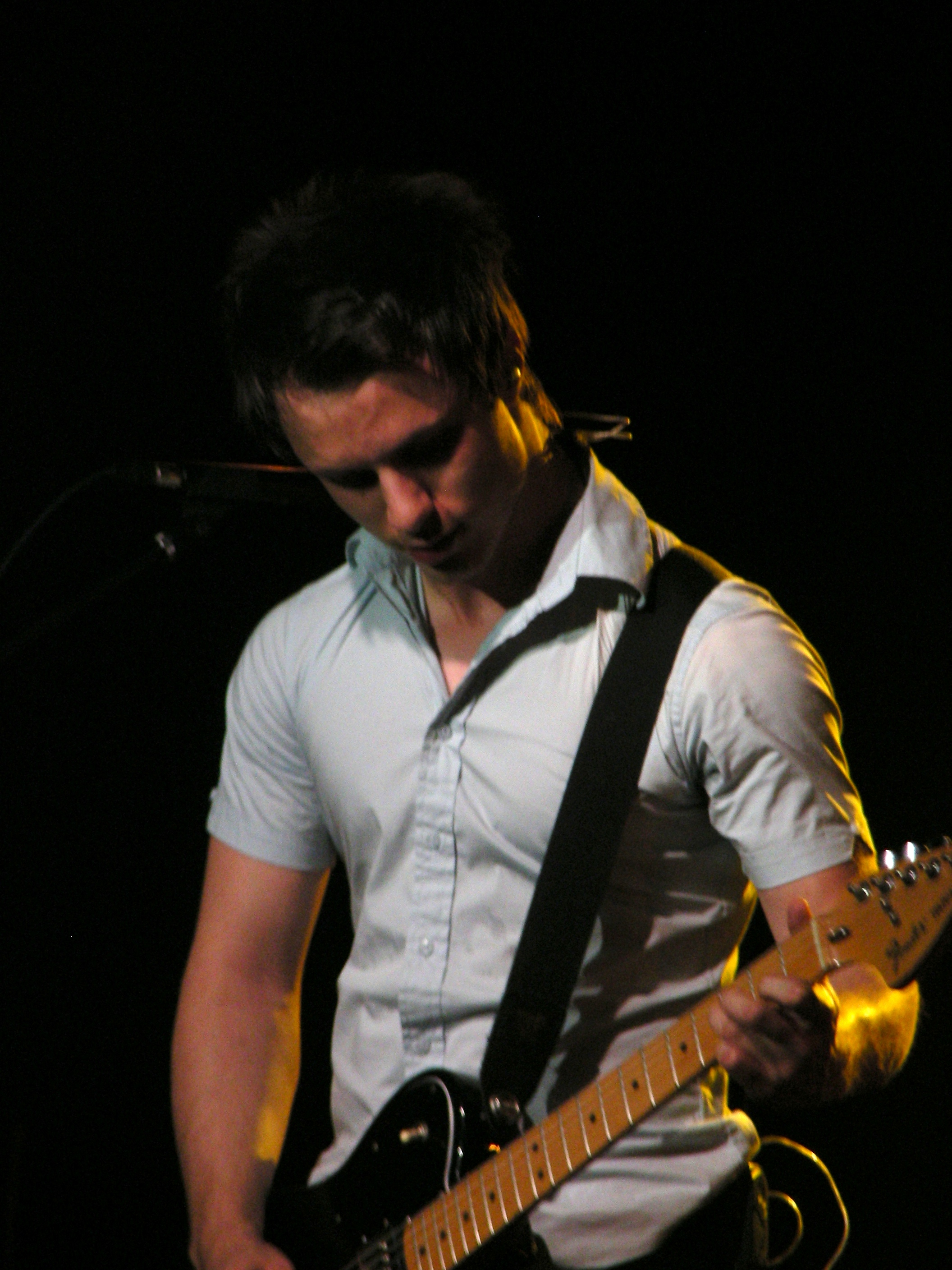
L'ex chitarrista Josh Farro ad Austin nel 2008

Il 2 agosto 2006 i Paramore pubblicano il loro primo EP, chiamato The Summer Tic EP, contenente tre tracce inedite (tra cui la cover di Stuck on You dei Failure) e la versione di Emergency cantata con lo scream del chitarrista Josh Farro. A fine anno viene pubblicato esclusivamente nel Regno Unito il terzo e ultimo singolo estratto dal loro album di debutto, All We Know.
Dopo una lunga tournée internazionale terminata in promozione del loro album di debutto, all'inizio del 2007 i Paramore decidono di dedicarsi alla lavorazione del loro secondo album.

### Riot!(2007-2008)
All'inizio del 2007 Hunter Lamb lascia la band per sposarsi, ma la band non va alla ricerca di un sostituto, continuando come quartetto. Nello stesso periodo iniziano le registrazioni per il loro secondo album, Riot!, scegliendo come produttore discografico David Bendeth, preferito a Neal Avron e Howard Benson. L'album viene pubblicato il 12 giugno negli Stati Uniti e il 25 giugno nel Regno Unito, debuttando alla ventesima posizione delle classifiche statunitensi e vendendo in una sola settimana 44 000 copie.
Il 21 giugno 2007 viene estratto il primo singolo dal nuovo album, Misery Business, che ottiene un enorme successo in tutto il mondo, facendo arrivare la fama della band anche in Europa, dove fino a quel momento era conosciuta solo nel Regno Unito. Il 30 luglio viene pubblicato il secondo singolo Hallelujah, distribuito unicamente online e dalle emittenti televisive inglesi.

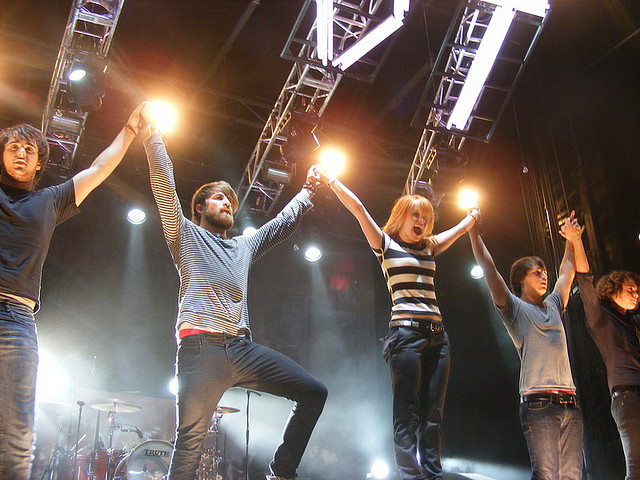
I Paramore durante una data del Riot! Tour, il tour mondiale intrapreso dalla band in supporto al loro secondo album Riot!

Nell'agosto 2007 MTV presenta i Paramore come Artist of the week, mandando in onda spot ed esibizioni acustiche (filmate esclusivamente per l'occasione nel Queens, New York), affiggendo foto esclusive dei ragazzi nelle vetrate dello studio di Total Request Live a Times Square e organizzando un concerto che viene filmato per l'MTV Live. L'11 ottobre viene pubblicato il terzo singolo da Riot!, Crushcrushcrush.
In occasione del Riot! Tour, il 17 febbraio 2008 la band tiene il suo primo concerto in Italia, al Music Drome di Milano. Dopo il tour in Europa la band torna nel Tennessee per registrare il video del quarto e ultimo singolo That's What You Get, che viene pubblicato il 24 marzo 2008.
La band il 29 gennaio 2008 pubblica il suo primo album live, Live in the UK 2008, disponibile in sole 1000 copie. A questo segue, nel novembre successivo, The Final Riot!, un CD/DVD contenente un concerto dal vivo della band a Chicago e un documentario dietro le quinte che mostra la vita della band in tournée.
Tra l'aprile e il maggio del 2008 i Paramore girano gli Stati Uniti in tour con i Jimmy Eat World, mentre per il resto dell'estate si dedicano al The Final Riot! Tour, che li vede esibirsi nelle maggiori città degli Stati Uniti, accompagnati da band come Jack's Mannequin, Phantom Planet e Paper Route. Successivamente la band avrà anche l'occasione di esibirsi per la prima volta anche in Sud America, prima di tornare negli Stati Uniti e chiudere il tour di successo intrapreso in supporto di Riot!.
Nell'estate 2008 i Paramore registrano due nuove canzoni per la colonna sonora di Twilight, film basato sulla celebre saga di vampiri scritta da Stephenie Meyer. I due brani sono rispettivamente Decode e I Caught myself. Il primo, pubblicato come singolo, riscuote ancor più successo degli ultimi singoli di Riot! e, accompagnato da un video musicale prodotto da Shane Drake, si aggiudica il disco di platino sia negli Stati Uniti (come Misery Business) che in Australia. Hayley Williams ha dichiarato che la canzone riguarda la tensione, la rabbia e la confusione che impregna il rapporto di Bella ed Edward, i due protagonisti.
Nel 2008 la band vince il premio International Artist agli MTV Video Music Brasil e due premi ai Teen Choice Awards nelle categorie Rock Track e Rock Group. Inoltre viene nominata agli MTV Video Music Awards Latin America nelle categorie Best New Artist - International e Best Rock Artist - International e agli MTV Europe Music Awards nella categoria Rock Out. A fine anno la band ottiene la sua prima nomination ai Grammy Awards 2008, nella categoria Miglior artista esordiente.

### Brand New Eyes(2009-2010)

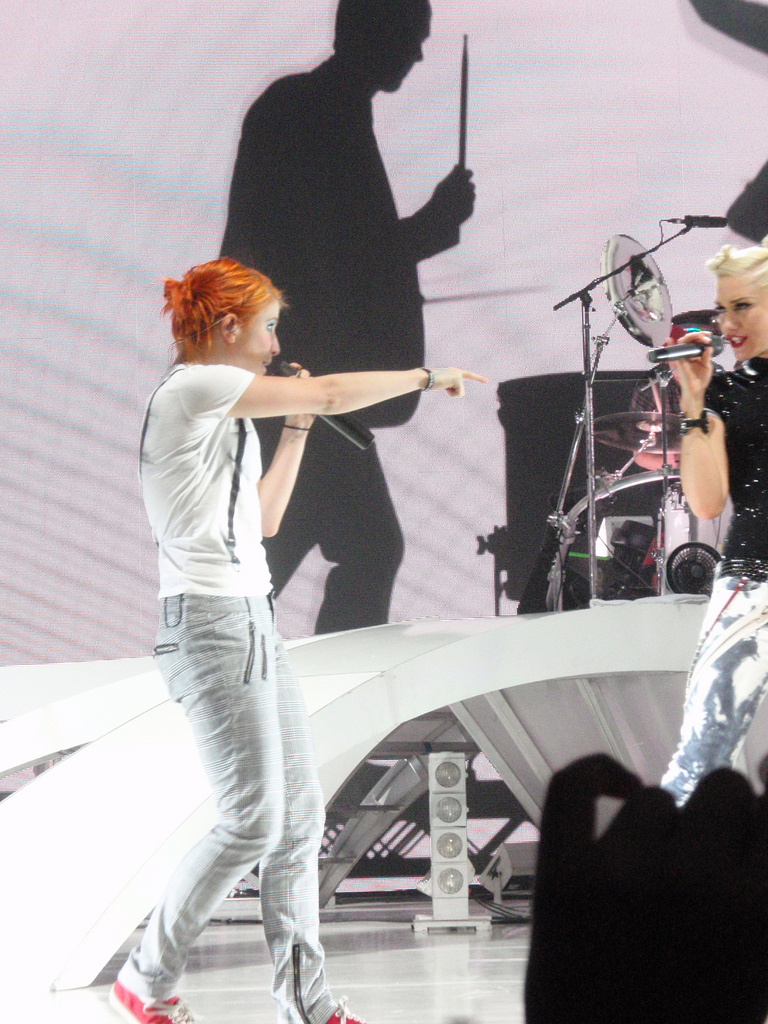
I Paramore in concerto con i No Doubt durante il Summer Tour del 2009 a Vancouver

Il 29 marzo 2009 i Paramore iniziano le registrazioni del loro terzo album, Brand New Eyes. L'album verrà prodotto da Rob Cavallo, il noto produttore che nella sua carriera vanta importanti collaborazioni con artisti quali i Green Day, My Chemical Romance, Goo Goo Dolls, Alanis Morissette, Avril Lavigne e altri.
Il 16 giugno Taylor York, da lungo compagno della band nei loro concerti in tutto il mondo, entra ufficialmente a far parte della band.
Il gruppo annuncia la pubblicazione del suo terzo album in studio il 29 settembre 2009, mentre pubblica il primo singolo Ignorance, di cui viene girato un video musicale pubblicato il 17 agosto 2009. In questo periodo viene proposta ai Paramore la composizione di un brano per New Moon, sequel di Twilight, ma la band rifiuta la richiesta.
Il batterista Zac Farro si espresse a proposito in un'intervista a MTV:
In estate, dopo essere stati in tour negli Stati Uniti per aprire il reunion tour dei No Doubt culminato in tre serate consecutive al Verizon Wireless Amphitheater di Los Angeles, i Paramore partecipano al Summer Sonic Festival in Giappone.
Si esibiscono inoltre in una location newyorkese dove suonano live un set acustico per un MTV Unplugged interamente loro dedicato.
Dopo l'arresto iniziale nella prima data a Pomona a causa di una laringite diagnosticata a Hayley Williams, i Paramore procedono a pieno ritmo il loro Brand New Eyes World Tour. A novembre esce inoltre Brick by Boring Brick, secondo singolo estratto dal nuovo album.
A gennaio il loro singolo Decode, incluso nella colonna sonora del film Twilight, viene nominato ai Grammy Awards 2010 nella categoria Miglior canzone scritta per un film, non riuscendo però ad aggiudicarsi il premio.
Il 5 febbraio 2010 il chitarrista Josh Farro dichiara che si sarebbe assentato per un breve periodo dagli impegni della band per organizzare il suo matrimonio. Viene quindi momentaneamente sostituito da Justin York, fratello dell'altro chitarrista della band, Taylor York.
Il 17 febbraio 2010 viene pubblicato il terzo singolo The Only Exception, anticipato rispetto a quanto è stato annunciato. Il brano ottiene un enorme successo in molti Paesi del mondo, aggiudicandosi il disco di platino sia negli Stati Uniti che in Australia. The Only Exception viene inoltre nominata ai Grammy Awards 2011 nella categoria Miglior interpretazione vocale pop di un gruppo. Nel luglio 2010 la band pubblica il suo quarto singolo da Brand New Eyes, Careful, accompagnato da un video simile a quello dei precedenti singoli All We Know e Hallelujah (spezzoni di scene della band nel backstage, sul palco e in studio). Tra luglio e settembre, la band pubblica due EP: 2010 Summer Tour EP e The Only Exception EP, entrambi disponibili esclusivamente in versione digitale. Sempre nello stesso periodo, inoltre, si esibiscono all'Honda Civic Tour come headliners.
Il 7 novembre 2010, in occasione degli MTV EMA 2010, i Paramore vincono nella categoria Alternative. Pochi giorni dopo viene estratto il quinto e ultimo singolo da Brand New Eyes, Playing God. Il video del brano, girato nel novembre 2010 nella casa dei genitori di Hayley e diretto da Brandon Chesbro, è l'ultimo a cui parteciperanno Josh e Zac Farro. Sempre nel 2010, i Paramore registrano una cover di You Ain't Woman Enough (To Take My Man), brano di Loretta Lynn, per l'album di cover dedicato alla cantante della Columbia Records, intitolato Coal Miner's Daughter: A Tribute to Loretta Lynn.

#### Separazione dai fratelli Farro
Il 18 dicembre 2010 un messaggio da Hayley, Jeremy e Taylor pubblicato attraverso il loro sito ufficiale afferma che Josh e Zac lasciano i Paramore. Nel messaggio i tre scrivono:
Ma non abbiamo mai pensato nemmeno per un secondo di lasciarci tutto alle spalle e abbandonare questo progetto. Se guardiamo indietro, possiamo guardare con entusiasmo al futuro, perché in tutto questo ciò che veramente conta sono i bei tempi. Le foto di noi abbracciati, i viaggi insieme, i vostri volti mentre giocavamo e scherzavamo. Vi ringraziamo per essere stati sempre con noi sino a questo momento. Saremo sempre fieri di ricordare i nostri periodi migliori, e ci auguriamo che sia lo stesso per voi.»
(Hayley Williams, Jeremy Davis e Taylor York)

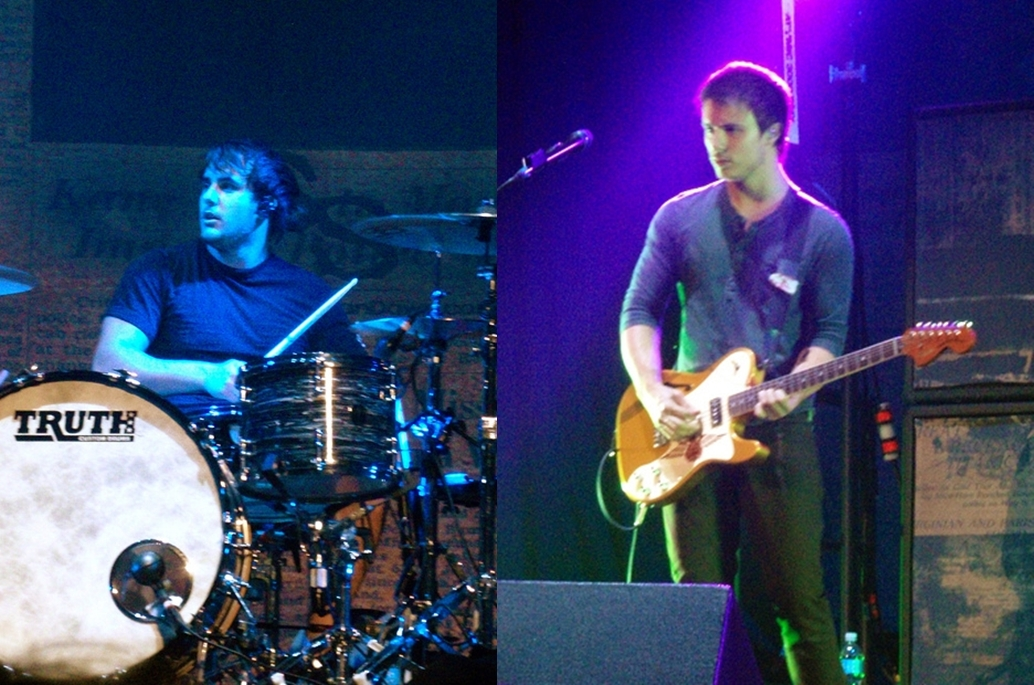
Zac e Josh Farro in concerto con i Paramore nel 2009 a Vancouver

Tuttavia, Josh Farro non apprezza il messaggio lasciato dai tre, dichiarando che avrebbe voluto scrivere lui stesso qualcosa per giustificare la sua decisione di lasciare la band, ma che gli è stato impedito; a questo proposito, il chitarrista pubblica un messaggio da parte sua e di Zac sul suo blog, raccontando di aver lasciato la band perché "ciò che è iniziato in modo naturale in qualche modo si è trasformato in un prodotto fabbricato di un'etichetta discografica, muovendosi sulle falde del sogno di Hayley", aggiungendo che Williams negli anni ha imposto alcuni testi non condivisi spiritualmente dal chitarrista durante la scrittura dei loro brani e che pubblicava false dichiarazioni sulla solidità del rapporto tra i membri del gruppo. Successivamente Zac Farro ha dichiarato in un'intervista che il fratello si è scusato personalmente con Williams, Davis e Taylor per le sue affermazioni, dichiarando di essere stato troppo trascinato dalle emozioni del momento.
All'annuncio dell'uscita dei Farro dalla band, i Paramore confermano inoltre che non hanno intenzione di sciogliersi, e il tour in Sud America, che terrà occupata la band sino al marzo 2011, non verrà annullato. Dopo qualche giorno vengono presentati i sostituti dei fratelli Farro per il tour: Justin York (fratello di Taylor) alla chitarra ritmica e Josh Freese (membro degli A Perfect Circle) alla batteria. Quest'ultimo verrà successivamente sostituito dal polistrumentista britannico Jason Pierce a partire da giugno 2011. Inoltre Hayley Williams afferma che nel 2011 inizieranno le registrazioni per del nuovo materiale, e che "i tre membri rimasti sono pronti per iniziare un nuovo capitolo del loro grande viaggio".

### Singles Club(2011)

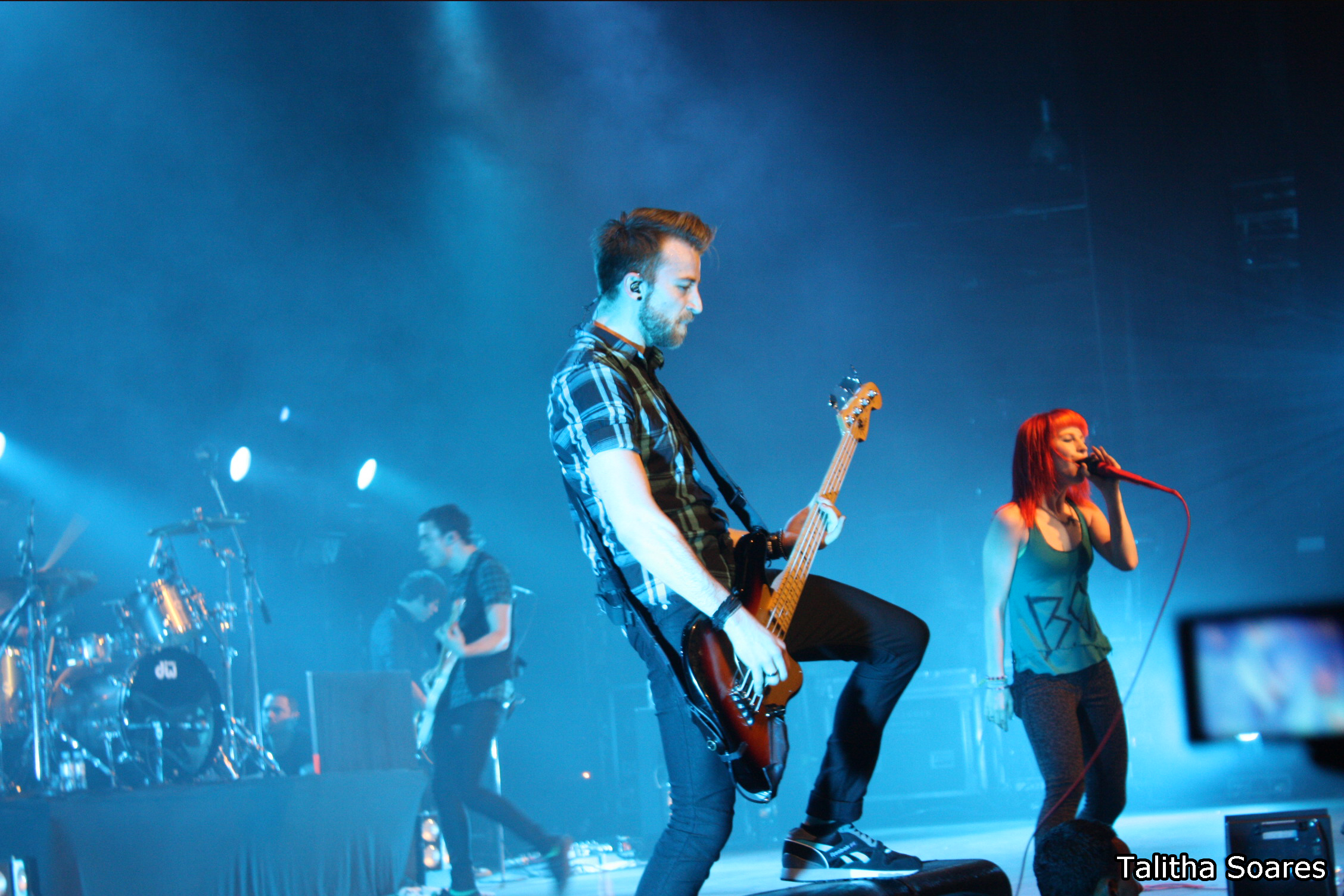
La band a Rio de Janeiro nel 2011

Il 5 gennaio 2011 i Paramore vincono il premio come Best Rock Band ai People's Choice Awards.
Il 10 gennaio, in un'intervista a MTV, Hayley Williams annuncia che, nonostante abbia perso due dei suoi membri fondatori, la band comincerà a registrare nuova musica già nei mesi successivi, anche se non precisa se pubblicheranno un nuovo album nel corso dell'anno o solo qualche singolo. La cantante dichiara anche, nella stessa intervista, che i Paramore cambieranno leggermente il loro stile, ma si baseranno sempre sugli stessi suoni di sempre.
Il 17 febbraio Hayley Williams conferma che la band tornerà negli studi di registrazione appena finito il tour in Sud America per registrare qualche canzone per la prossima estate. Una delle nuove canzoni sarà In the Mourning, che Hayley ha presentato in parte sia sulla sua pagina di Tumblr che sul sito ufficiale della band tramite un video. Il 21 marzo i Paramore annunciano sui principali social network che sono già al lavoro con il produttore Rob Cavallo negli studi di Los Angeles per registrare alcune nuove canzoni che pubblicheranno entro la fine dell'anno.
Il 26 maggio i Paramore annunciano un nuovo singolo, Monster. Pubblicata il 7 giugno, la canzone viene inclusa nella colonna sonora del film Transformers 3. A giugno Hayley annuncia che la band è al lavoro per il quarto album, aggiungendo che potrebbe essere pubblicato già nel corso del 2012. In estate la band si dedica all'ultima parte del suo Brand New Eyes World Tour, partecipando anche al Warped Tour del 2011. In agosto riceve inoltre i premi Favorite Rock Band e Favorite Rock Track (quest'ultimo per Monster) ai Teen Choice Awards 2011.
L'11 ottobre 2011 la band annuncia sul suo sito ufficiale una serie di tre nuovi singoli, chiamata Singles Club. Il primo singolo (pubblicato il giorno stesso) è Renegade, seguito da Hello Cold World (7 novembre) e In the Mourning, uscito il 5 dicembre.
Il 13 dicembre arrivano alla seconda posizione nella categoria Best Live MTV Performance 2011 con l'esibizione live di Brick by Boring Brick al Fueled by Ramen 15th Anniversary Concert, tenutosi a settembre.

### Paramore(2012-2015)

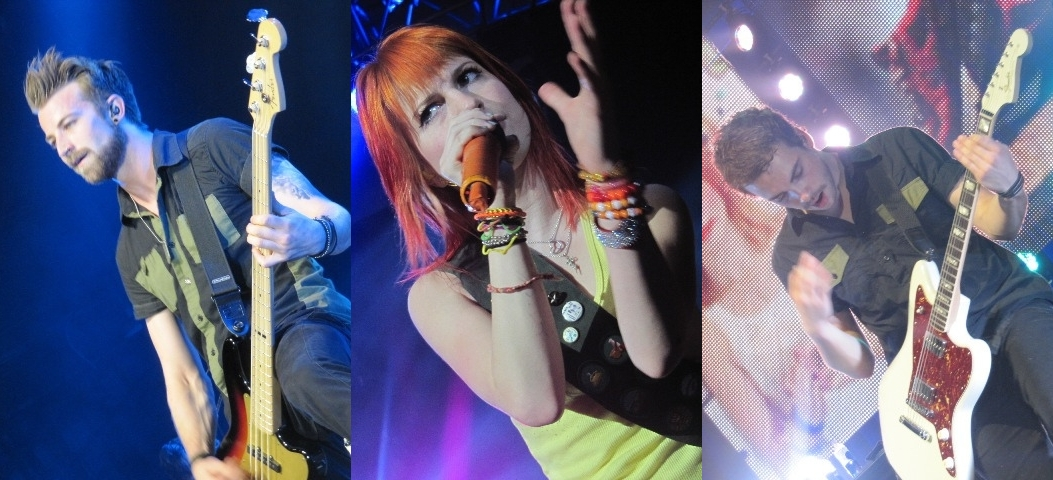
Da sinistra a destra, i membri dei Paramore dal 2011 al 2015: Jeremy Davis, Hayley Williams e Taylor York

Dopo vari incontri per la scelta di un produttore, il 18 aprile 2012 Hayley Williams annuncia che il produttore per il prossimo album sarà Justin Meldal-Johnsen. Il 29 giugno Hayley, tramite la pagina Instagram ufficiale della band, annuncia che Ilan Rubin sarà invece il batterista per il loro quarto album in studio. In agosto la band divide il lavoro in studio con alcune esibizioni dal vivo, partecipando da headliner al Festival di Reading e Leeds, il Belsonic Festival a Belfast e l'Edinburgh Corn Exchange. Proprio in questi concerti fa il suo debutto come turnista con i Paramore il batterista Hayden Scott, che insieme ai confermati Jon Howard (tastiere, percussioni e chitarra ritmica) e Justin York (chitarra ritmica) sosterrà la band durante i successivi tour.
All'inizio di novembre i Paramore annunciano tramite Twitter che le registrazioni per il quarto album sono state concluse, mentre il 6 dicembre annunciano il titolo del loro nuovo lavoro, Paramore, e la sua data di uscita, fissata per il 9 aprile 2013. L'album viene anticipato dal singolo Now, che viene pubblicato il 22 gennaio.
Verso la fine di febbraio i Paramore danno inizio al loro Paramore World Tour in Asia e in Australia. Dopo aver portato al debutto l'inedito Still into You al South by Southwest del 13 marzo, il 14 marzo la band pubblica su YouTube un video con il testo del nuovo brano, che viene estratto come secondo singolo estratto da Paramore lo stesso giorno.

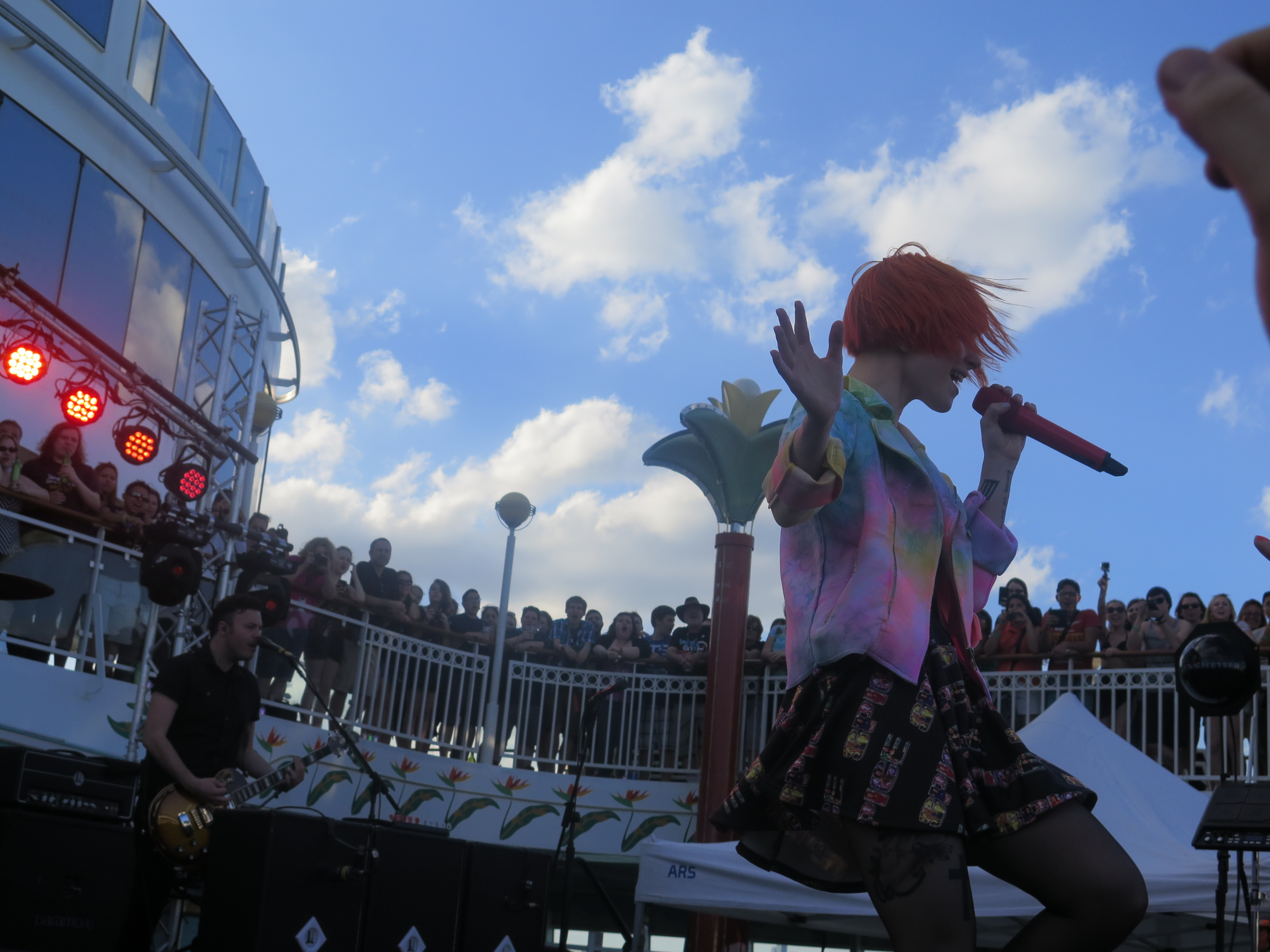
La band durante uno dei due concerti della Parahoy! sulla Norwegian Pearl, il 7 marzo 2014

Paramore si rivela dalla sua prima settimana di uscita il disco di maggior successo della band, debuttando direttamente al primo posto della Billboard 200 e raggiungendo tale risultato anche in Irlanda, Regno Unito, Nuova Zelanda, Australia, Argentina, Brasile e Messico. A metà anno, Paramore viene eletto come miglior disco della prima metà del 2013 da Alternative Press. Successivamente arriva secondo nella classifica annuale della medesima rivista e primo nella classifica dei migliori album rock del 2013 stilata da Entertainment Weekly.
L'11 agosto i Paramore si esibiscono a Los Angeles con Still into You in occasione dei Teen Choice Awards 2013, durante i quali ricevono il premio nella categoria Choice Rock Group, per poi dedicarsi, dopo una breve pausa in agosto, al loro tour autunnale in Europa e al The Self-Titled Tour in Nord America, con oltre 25 date tra Stati Uniti e Canada. Durante il tour europeo viene girato il video ufficiale per il terzo singolo estratto da Paramore, intitolato Daydreaming e pubblicato il 2 dicembre 2013 esclusivamente nel Regno Unito. A questo segue il quarto singolo Ain't It Fun, che dopo un'anticipazione di oltre due mesi viene pubblicato nel febbraio 2014. Il brano, nel giro di qualche mese, conquista le classifiche statunitensi e arriva al decimo posto della Billboard Hot 100 e alla prima della Rock Songs, stabilendo un nuovo record per la band.
Dopo un breve tour in Oceania, nel marzo 2014 la band organizza sulla Norwegian Pearl per la Parahoy!, una crociera di quattro giorni durante la quale si esibisce accompagnata da gruppi come Tegan and Sara, New Found Glory, Shiny Toy Guns e mewithoutYou. Il 19 aprile partecipano per il secondo anno consecutivo al Record Store Day, pubblicando per l'occasione un 12 pollici del loro ultimo singolo Ain't It Fun, vinile caratterizzato dal singolare aspetto di un disco spezzato in due, design ispirato al video musicale pubblicato per il brano a gennaio. Successivamente la band si dedica a qualche apparizione in radio e in televisione per poi imbarcarsi per tutta l'estate in una lunga serie di concerti negli Stati Uniti d'America, in collaborazione con i Fall Out Boy e supportati dal gruppo danese New Politics, per il loro Monumentour. Il 22 e il 23 agosto partecipano per la seconda volta in carriera da headliner ai festival di Reading e Leeds.
Il 24 novembre 2014 viene pubblicata la versione deluxe di Paramore contenente, tra le varie tracce bonus, una versione in duetto del brano Hate to See Your Heart Break con la cantante dei Civil Wars Joy Williams. Nel gennaio 2015 arriva la quarta candidatura a un Grammy Award della carriera dei Paramore, con la nomination di Ain't It Fun al Grammy Award alla miglior canzone rock. L'8 febbraio 2015 il singolo di successo viene proclamato vincitore, valendo alla band il suo primo Grammy Award. La Williams diventa dunque la prima donna dal 1999 a vincere in tale categoria.
Con un'ultima serie di concerti tenutasi tra aprile e maggio 2015, la band dichiara concluso il ciclo dell'album Paramore, in favore dell'inizio dei lavori a un nuovo progetto.

#### Uscita di Jeremy Davis

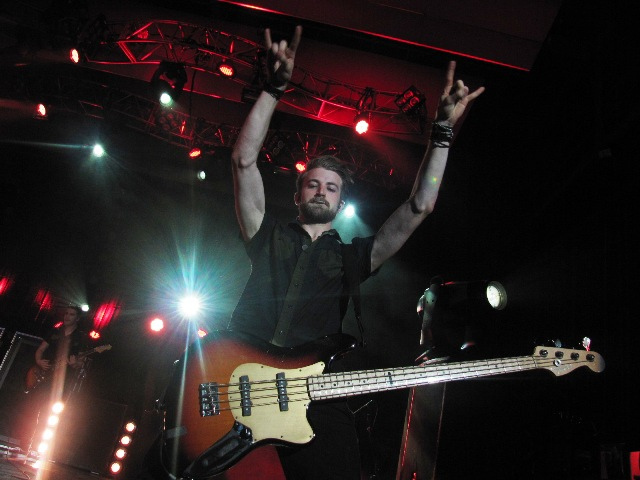
L'ex bassista Jeremy Davis in concerto con i Paramore durante l'Honda Civic Tour del 2010 svoltosi a Detroit

Il 14 dicembre 2015 viene annunciato sulla pagina ufficiale dei Paramore su Facebook che Jeremy Davis, bassista e membro fondatore del gruppo, ha ufficialmente lasciato la formazione:
Ringraziando i fan per il supporto datogli negli anni precedenti, i rimanenti componenti Hayley Williams e Taylor York annunciano inoltre che non verrà annullato né rinviato alcuno degli impegni dal vivo precedentemente fissati, per i quali viene ingaggiato come turnista il bassista Joey Howard.
Nel marzo 2016 Jeremy Davis apre una causa legale ai danni dei Paramore, dichiarando di avere diritto a essere considerato comproprietario della band insieme a Hayley Williams (che è sempre stata l'unico membro dei Paramore messo sotto contratto dall'Atlantic Records) e a continuare quindi a beneficiare anche dei futuri introiti dei loro lavori e tournée. Dichiara inoltre di essere coautore di tutti i brani dell'ultimo album, per i quali invece non è stato accreditato, non ricevendo gli introiti previsti.

### Il ritorno di Zac Farro,After Laughtere la pausa (2016-2021)

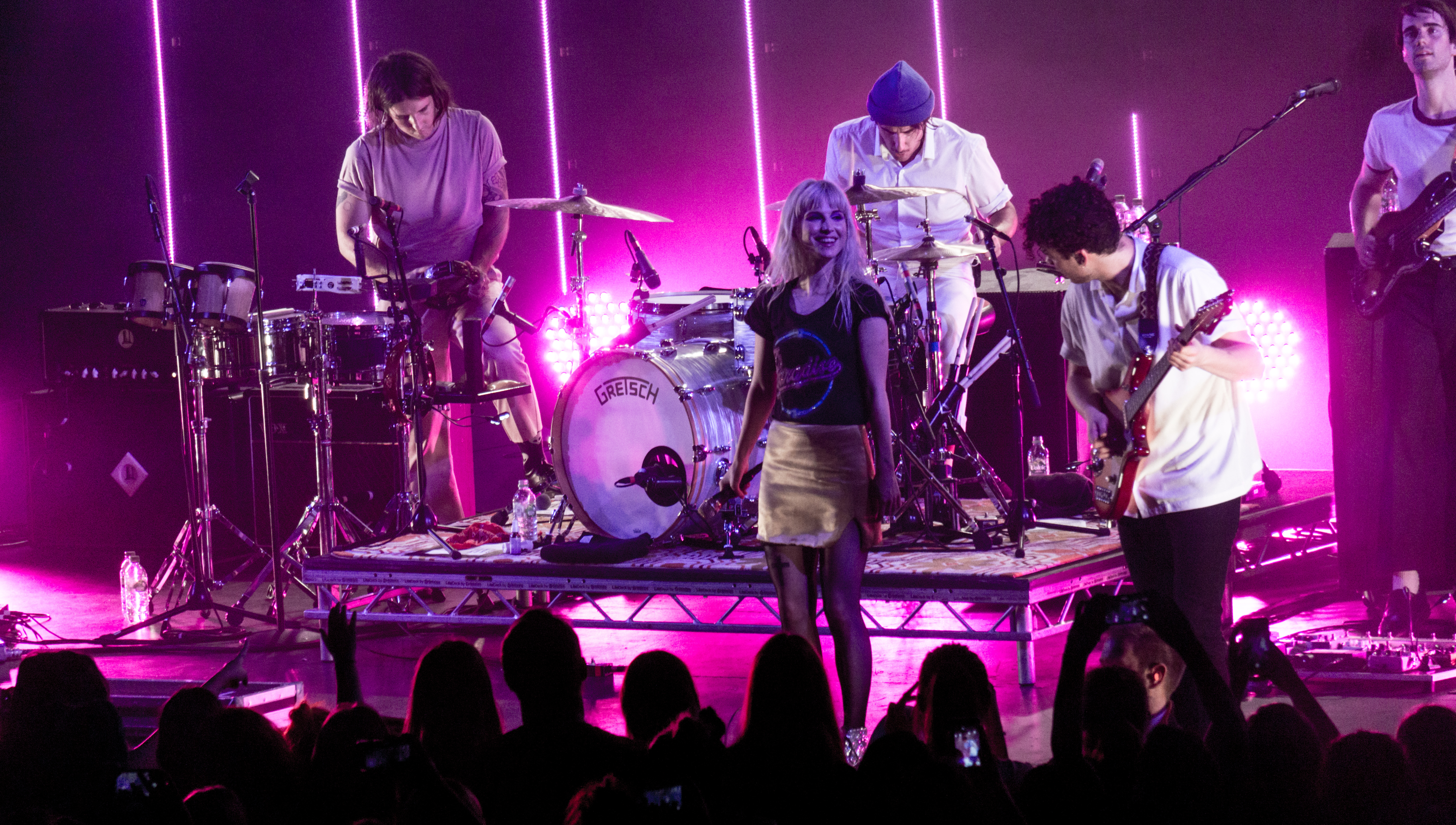
La band in concerto nel 2017, durante il Tour One in promozione di After Laughter

I Paramore si esibiscono dal vivo per la prima volta senza Davis dal 5 al 9 marzo 2016 in occasione di una seconda Parahoy! nel Mar dei Caraibi, questa volta accompagnati dai Chvrches, gli X Ambassadors, Lights, Vacationer, e i riconfermati New Found Glory e mewithoutYou. Di ritorno dalla crociera, Hayley Williams annuncia sul suo profilo Twitter che il gruppo inizierà presto i lavori per un quinto album di inediti. Da fine marzo stesso, Williams e York entrano in studio a Nashville, Tennessee, per scrivere e provare delle nuove demo, raggiunti tra maggio e giugno dal produttore Justin Meldal-Johnsen e dall'ex batterista del gruppo, Zac Farro, del quale viene ufficializzato il ritorno nella formazione nel febbraio 2017. In un'intervista al New York Time, Farro ha così  commentato il suo ritorno:
Il 19 aprile 2017 viene annunciata la pubblicazione del quinto album di inediti dei Paramore, intitolato After Laughter e pubblicato il 12 maggio dalla Fueled by Ramen. Il disco viene anticipato dai singoli Hard Times, pubblicato in contemporanea all'annuncio, e Told You So, seguiti a giugno dal terzo singolo Fake Happy.
Dopo la chiusura dell'After Laughter Tour alla fine dell'estate 2018, il gruppo decide di entrare in un periodo di pausa: Hayley Williams si appresta all'inizio di una carriera da solista che inizierà nel 2020 con il supporto artistico di Taylor York, mentre Zac Farro si dedica alla sua seconda band HalfNoise.

### This Is Why(2022-presente)

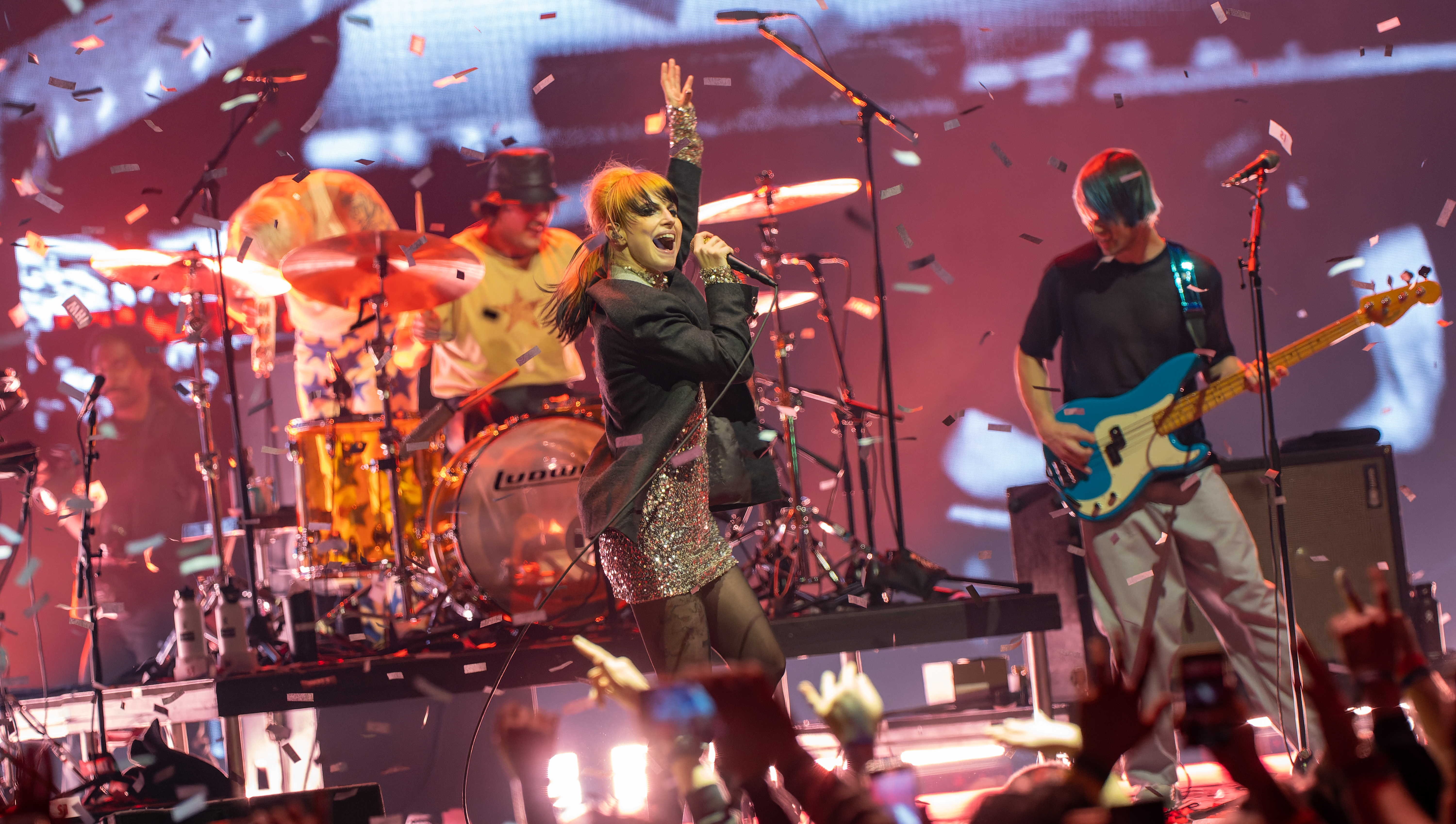
I Paramore in concerto all'O2 di Londra nel 2023

Nel gennaio 2022 Hayley Williams dichiara che i Paramore sono tornati in studio, questa volta con il produttore Carlos de la Garza, per registrare il loro sesto album di inediti. A questa notizia segue quella che vedrà il gruppo tornare a esibirsi insieme, dopo quasi cinque anni, in ottobre al When We Were Young Festival a Las Vegas. L'apparizione al festival è stata comunque anticipata dalle prime date del Fall Tour 2022 negli Stati Uniti e in Messico, con date dal 2 ottobre al 19 novembre. Il 16 settembre viene annunciato il singolo inedito This Is Why, poi pubblicato il 28 dello stesso mese, accompagnato dal relativo video ufficiale. Nello stesso frangente viene annunciato che il sesto album in studio del gruppo, anch'esso dal titolo This Is Why, verrà pubblicato il 10 febbraio 2023. L'album sarà l'ultima pubblicazione prevista dal contratto dei Paramore e Hayley Williams con l'Atlantic Records, originariamente siglato nel 2005, che successivamente alla sua uscita si concluderà. Il secondo singolo estratto dall'album, The News, viene pubblicato l'8 dicembre 2022 accompagnato dal video ufficiale, mentre il terzo singolo C'est Comme Ça esce il 13 gennaio 2023. L'ultimo singolo pubblicato prima dell'uscita dell'album è Running Out of Time, il 7 febbraio 2023.
Dopo la prima settimana di uscita, This Is Why debutta direttamente al 2º posto della Billboard 200 e al 1º della Official Albums Chart britannica, condividendo record di vendita di Brand New Eyes e Paramore e bissando quelli del precedente After Laughter. A fine anno, l'album riceve inoltre la candidatura ai Grammy Awards 2024 nella categoria miglior album rock, mentre il singolo This Is Why ottiene quella alla miglior interpretazione di musica alternativa, nomination che sfociano entrambe in vittoria nel febbraio 2024, valendo ai Paramore il secondo e il terzo Grammy della loro carriera, dopo quello vinto nel 2015 con Ain't It Fun.
Nel luglio 2023 viene pubblicata come singolo la cover di My Hero, originariamente interpretata dai Foo Fighters, registrata dai Paramore nel giugno 2006 per la colonna sonora di Superman Returns. Il 6 ottobre dello stesso anno viene pubblicato Re: This Is Why, contenente remix di brani tratti dall'ultimo album. Dopo un esteso tour internazionale come headliner in promozione del nuovo album, i Paramore apriranno i concerti della cantante pop Taylor Swift in occasione del suo tour europeo tra la primavera e l'estate 2024.
Il 31 gennaio 2024 viene pubblicato il singolo Burning Down the House, reinterpretazione dei Paramore dell'omonimo brano dei Talking Heads per l'album di cover Stop Making Sense: A Tribute Album, pubblicato lo stesso anno dalla A24 Music.

## Stile e influenze

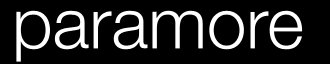
Logo storico utilizzato dalla band sino al 2012

Il genere musicale della band è generalmente definito come un intreccio tra sonorità pop punk, rock ed emo. Il New York Times descrive i Paramore come una band che, pur suonando emo, minimizza il tumulto emotivo di tale genere con uno stile forte, energetico e instancabile.
Hayley e Zac, in un'intervista per la rivista italiana Rock Sound, hanno dichiarato di essere stati profondamente influenzati da Sunny Day Real Estate (in particolare dal loro album The Rising Tide), No Doubt, Foo Fighters, Death Cab for Cutie e Jimmy Eat World.
Tutti i componenti del gruppo sono cristiani, e in un'intervista della BBC del 2008 Josh Farro ha affermato:
Dopo l'uscita dalla formazione dei fratelli Farro, la musica della band è mutata sensibilmente, accogliendo influenze da elettronica, pop e indie, avvicinandosi a nuovi generi come la new wave e discostandosi dall'emo e dal pop punk che hanno caratterizzato la prima metà della loro carriera. Anche dopo l'uscita di Jeremy Davis e il ritorno di Zac Farro, i Paramore hanno continuato su tale percorso portando anzi, in aggiunta alla propria musica, anche sonorità pop tipiche degli anni settanta e ottanta, ispirandosi ad artisti di quel periodo quali Talking Heads, Tom Tom Club, Cyndi Lauper e Blondie. Nel 2017, il chitarrista Taylor York ha definito la musica del gruppo «troppo rock per essere definita pop e troppo pop per essere definita rock».

## Formazione

### Formazione attuale
- Hayley Williams – voce, pianoforte, tastiera, percussioni (2004-presente)
- Taylor York – chitarra, tastiera, programmazione, percussioni, cori (2007-presente)
- Zac Farro – batteria, tastiera, percussioni, cori (2004-2010, 2017-presente)

### Ex componenti
- Jeremy Davis – basso (2004-2005, 2005-2015)
- Josh Farro – chitarra, voce secondaria (2004-2010)
- Hunter Lamb – chitarra, voce secondaria (2005-2007)
- John Hembree – basso (2005)
- Jason Bynum – chitarra, voce secondaria (2004-2005)

Turnisti
- Brian Robert Jones – chitarra, cori (2022-presente)
- Logan MacKenzie – chitarra, tastiera (2017-2018, 2022-presente)
- Joey Howard – basso, cori (2015-2018, 2022-presente)
- Joseph Mullen – percussioni (2017-2018, 2022-presente)
- Justin York – chitarra, cori (2011-2018)
- Jon Howard – chitarra, tastiera, cori (2011-2017)
- Aaron Gillespie – batteria (2013-2017)
- Miles McPherson – batteria (2013)
- Ilan Rubin – batteria (2013)
- Hayden Scott – batteria (2012-2013)
- Jason Pierce – batteria (2011-2012)
- Josh Freese – batteria (2011)

## Discografia

### Album in studio
- 2005 – All We Know Is Falling
- 2007 – Riot!
- 2009 – Brand New Eyes
- 2013 – Paramore
- 2017 – After Laughter
- 2023 – This Is Why

### Album di remix
- 2023 – Re: This Is Why

### Album dal vivo
- 2008 – Live in the UK 2008
- 2008 – The Final Riot!

## Tournée
- 2007/08 – Riot! Tour
- 2009/11 – Brand New Eyes World Tour
- 2013/15 – Paramore World Tour
- 2017/18 – After Laughter Tour
- 2022/23 – This Is Why Tour

## Apparizioni in film e videogiochi
- Pressure è inclusa nella playlist della radio nel videogioco The Sims 2 per PlayStation 2 cantata in simlish, il linguaggio parlato nel mondo di The Sims[109].
- My Hero (cover dei Foo Fighters) è stata inserita nella colonna sonora del film del 2006 Superman Returns[110].
- Crushcrushcrush è presente come contenuto scaricabile nel videogioco Rock Band e nella tracklist di Guitar Hero: On Tour Decades[111].
- That's What You Get è suonabile nel videogioco Rock Band 2[111].
- Misery Business è presente in Rock Band 3 e in Guitar Hero World Tour, dove è inoltre disponibile come personaggio giocabile Hayley Williams[111]. Misery Business è stata inserita anche nella colonna sonora dei videogiochi NHL 08 e Saints Row 2 ed è stata utilizzata in un episodio della settima stagione di Degrassi: The Next Generation.
- Pressure, The Only Exception, Brick by Boring Brick e Ignorance sono acquisibili tramite DLC in Rock Band 3[111].
- Ignorance e That's What You Get sono acquisibili tramite DLC in Guitar Hero: Warriors of Rock[7].
- Decode e I Caught Myself fanno parte della colonna sonora del film Twilight.
- Monster è stata inserita nella colonna sonora del film Transformers 3[40].
- Now è suonabile nel videogioco Rocksmith 2014[112].

## Premi e nomination
- Grammy Awards
  - Miglior album rock per This Is Why (2024)
  - Miglior interpretazione di musica alternativa per This Is Why (2024)
  - Miglior canzone rock per Ain't It Fun (2015)
  - Nomination miglior interpretazione pop di un duo o un gruppo per The Only Exception (2011)
  - Nomination Miglior canzone scritta per i media visivi per Decode (2010)
  - Nomination Miglior artista esordiente (2008)
- American Music Awards
  - Nomination T-Mobile Breakthrough Artist (2008)
- MTV
  - Nomination Best Live MTV Performance per Brick by Boring Brick (2011)
- MTV Europe Music Awards
  - Nomination Miglior artista alternative (2014)
  - Nomination Miglior artista MTV World Stage (2013)
  - Nomination Miglior artista alternative (2013)
  - Nomination Biggest Fans (2011)
  - Miglior artista alternative (2010)
  - Nomination Migliore canzone alternative per Ignorance (2009)
  - Nomination Miglior artista rock (2008)
- MTV Video Music Awards
  - Nomination Miglior video rock per Ignorance (2010)
  - Nomination Miglior video rock per Decode (2009)
  - Nomination Miglior video rock per Crushcrushcrush (2008)
- MTV Movie Awards
  - Nomination Miglior canzone per un film per Decode (2009)
- MTV Australia Awards
  - Nomination Miglior video rock per Decode (2009)
- mtvU Woodie Awards
  - Woodie of the Year (2008)
- MTV Video Music Awards Latin America
  - Nomination Miglior artista emergente − Internazionale (2008)
  - Nomination Miglior artista rock − Internazionale (2008)
- MTV Video Music Brasil
  - Nomination Miglior artista internazionale (2010)
  - International Artist (2008)
- NME Awards
  - Miglior gruppo internazionale (2010)
  - Nomination Miglior blog di un gruppo (2010)

- People's Choice Awards
  - Nomination Gruppo preferito (2014)
  - Nomination Gruppo alternative preferito (2014)
  - Gruppo rock preferito (2011)
  - Gruppo rock preferito (2010)
- Teen Choice Awards
  - Nomination Miglior gruppo rock (2016)
  - Nomination Miglior canzone rock/alternative per Hard Times (2016)
  - Nomination Miglior canzone rock per Ain't It Fun (2014)
  - Nomination Miglior gruppo rock (2014)
  - Miglior gruppo rock (2013)
  - Migliore canzone rock per Monster (2011)
  - Miglior gruppo rock (2011)
  - Miglior gruppo rock (2010)
  - Miglior canzone rock per Ignorance (2010)
  - Miglior album rock per Brand New Eyes (2010)
  - Nomination Canzone d'amore per The Only Exception (2010)
  - Miglior canzone rock per Decode (2009)
  - Miglior gruppo rock (2009)
  - Miglior gruppo rock (2008)
  - Miglior gruppo emergente (2008)
  - Miglior gruppo rock per Crushcrushcrush (2008)
- Alternative Press Music Awards
  - Migliore cantante a Hayley Williams (2015)
  - Nomination Miglior gruppo dal vivo (2015)
  - Nomination Fan più devoti (2015)
  - Nomination Artista dell'anno (2014)
  - Nomination Album dell'anno per Paramore (2014)
  - Nomination Canzone dell'anno per Still into You (2014)
  - Nomination Miglior cantante a Hayley Williams (2014)
  - Nomination Miglior bassista a Jeremy Davis (2014)
- Kerrang! Awards
  - Nomination Miglior evento per la Parahoy! (2014)
  - Nomination Miglior gruppo dal vivo (2014)
  - Nomination Miglior singolo per Now (2013)
  - Nomination Miglior video per Now (2013)
  - Nomination Miglior video per Monster (2012)
  - Miglior album per Brand New Eyes (2010)
  - Nomination Miglior video per Brick by Boring Brick (2010)
  - Nomination Miglior gruppo dal vivo (2010)
  - Nomination Miglior gruppo internazionale (2010)
  - Miglior canzone per Ignorance (2009)
- Radio Disney Music Awards
  - Best Crush Song per Still into You (2014)